# Szabadbáránd
Szabadbáránd (1894-ig Baromlak, németül Großwarasdorf, horvátul Veliki Borištof) község Ausztriában, Burgenland tartományban, a Felsőpulyai járásban.

## Fekvése
Felsőpulyától 7 km-re északkeletre fekszik. Borisfalva és Ligvánd tartozik hozzá.
A kataszteri közösségek Grosswarasdorf, Borisfalva és Nebersdorf.

## Története
A régészeti leletek tanúsága szerint területén már 8000 évvel ezelőtt is éltek emberek. A legrégibb településnyomok a Nikitschbach mentén kerültek elő és szántóvető, állattartó népre vallanak. Az i. e. 750 körüli időben a barnavasérc lelőhelye már fontos gazdasági központtá tette. Az i. e. 450 körüli időben kelták éltek itt. Ebből a korból számos vaskori lelet, mindenekelőtt vaskohók maradványai kerültek itt elő. Az 1. században a római hódítással a község területe Pannónia tartomány része lett. Itt vezetett át a borostyánút az észak felé vezető fontos kereskedelmi útvonal. A leletek a 4. századig igazolják a római jelenlétet.
A mai település első írásos említése 1194-ben történt "Pred. Baran" alakban. 1245-ben Bogyiszló határjárásakor "Zobotbaran" néven említik. 1363-ban "Poss. Nemethbaran", 1415-ben "Eghazasbaran", 1421-ben "Nemethbarand", 1431-ben "Nemethbaran, Zabathbaran", 1435-ben "Nemethbarom" alakban említik a korabeli forrásokban. A borsmonostori apátság birtoka volt. Templomát 1264-ben említi először oklevél.
A falut 1529-ben és 1532-ben elpusztította a török, utána horvátokkal telepítették be. Az első horvát telepesek 1546-ban jelennek meg a településen az írott forrásokban. Az 1568-as urbárium szerint ekkor már a lakosság fele horvát volt, de a következő évben már a horvátok voltak többségben. Az 1597-es urbárium szerint ekkor válik külön először „Kis Borisdorff” a későbbi Borisfalva a településtől. A 17. században Szabadbáránd postaállomás és lóváltóhely volt Sopron és Kőszeg között. Amíg Szabadbáránd lakossága dinamikusan növekedett, Borisfalva lakossága stagnált. A 19. század második felére Szabadbáránd a környék legnagyobb települése lett, mely 1830-ban már járási székhely volt. Később a közigazgatási központ mégis a sokkal jelentéktelenebb Felsőpulyára került.
Vályi András szerint "BAROM. Nagy, és kis Barom, Bross, und Klein Borisdorf Sopron Vármegyében, fekszenek Soprontól harmad fél mértföldnyire, Német Keresztúrnak szomszédságában, lakosai többnyire horvátok, és katolikusok, birtokosa Hertzeg Eszterházy Uraság, határjaik, ’s vagyonnyaik is középszerűek, de eladásra jó módgyok van, második Osztálybéli."
Fényes Elek szerint "Nagy-Barom, németül Grosz-Warisdorf, horváth falu, Sopron vármegyében, a kőszegi postautban, Sopronhoz 2 1/2 mfd., 1100 kath., lak., paroch. egyházzal. Van postaállomása, 1876 h. szántóföldje, 32 h. szőleje, 1140 h. erdeje, melly nyir-, fenyő és cser-fákból áll. Rétje, legelője nincsen az erdőn kivül; földje a középszerűnél is alábbvaló. Birja hg. Eszterházy."
Érdekesség, hogy a települést érintette volna az 1847-ben tervezett Sopron-Kőszeg-Szombathely-Rum-Zalaszentgrót-Nagykanizsa vasútvonal.
Római katolikus temploma a 18. század elején épült. 1910-ben 1549, túlnyomórészt horvát lakosa volt. A trianoni békeszerződésig Sopron vármegye Felsőpulyai járásához tartozott. 1921-ben Ausztria Burgenland tartományának része lett. Ma is őrzi horvát többségét, akik a település lakosságának több mint 80%-át alkotják. 2001-ben 1647 lakosából 1343 horvát, 245 német és 22 magyar volt.

## Nevezetességei

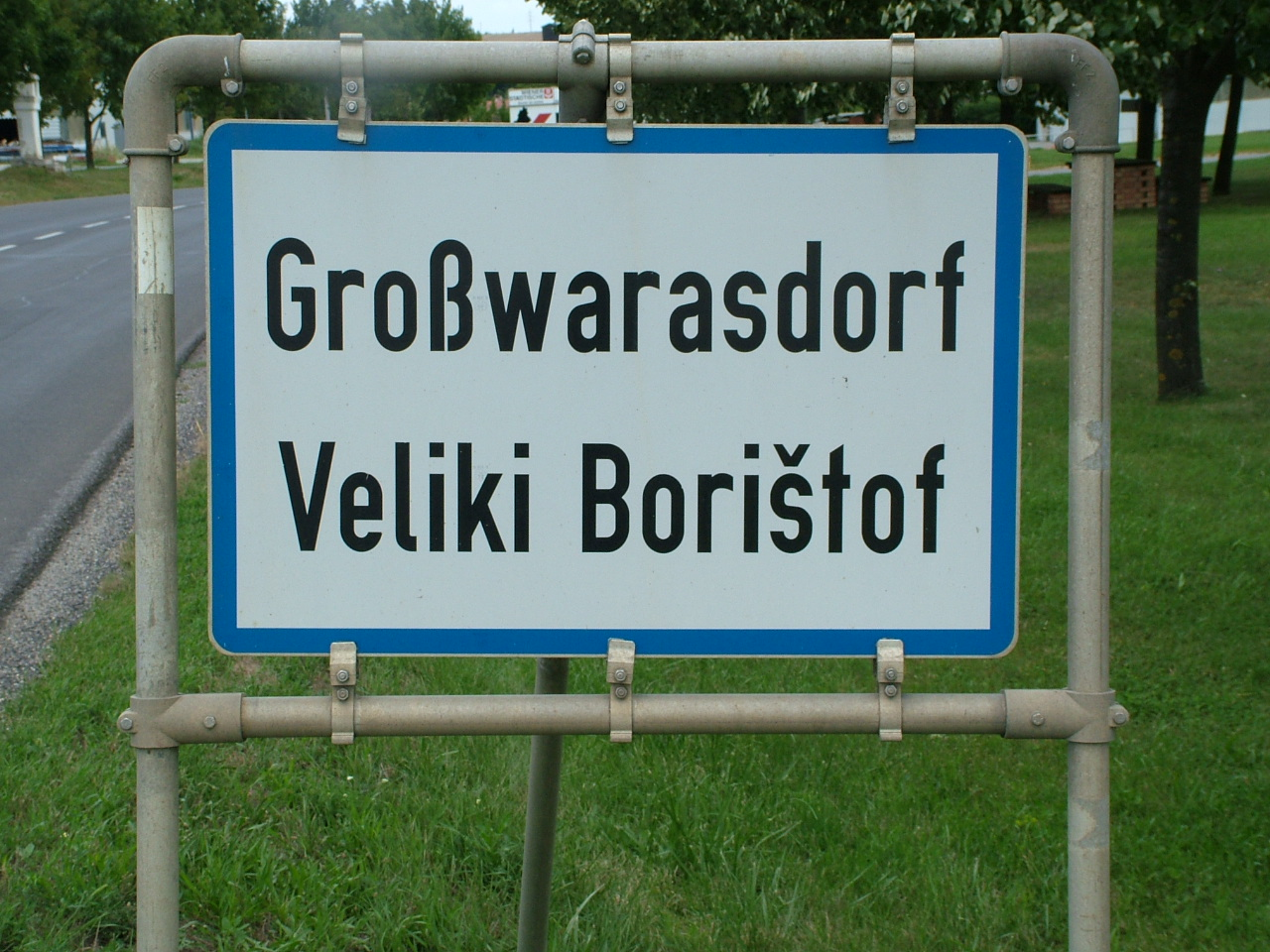
Kétnyelvű tábla németül és horvátul

- Szent Demeter tiszteletére szentelt római katolikus temploma 13. századi eredetű, mai formáját az 1858-1859-es átépítés során nyerte el. Főoltára a 18. században készült.
- Urunk Mennybemenetele tiszteletére szentelt szőlőhegyi kápolnája valószínűleg 1893-ban épült.
- A faluban álló kápolnát 1848-ban építették, oltárképén Szent Flórián, Szent Antal és Szent Lénárd látható.
- A falu északi kijáratánál álló Lourdesi kápolnát 1900-ban építették.
- A templom előtt álló Szentháromság-oszlopot 1742-ben emelték.
- A pestisoszlop a középkori pestisjárványok áldozatainak emlékére épült Szűz Mária, Szent Rozália, Szent Rókus és Szent Sebestyén szobrai díszítik.
- A falu nyugati kijáratánál 1700 körül épített tabernákulumos képoszlop áll.
- A temető kijáratánál Szent Borbála szobor áll.

## Híres személyek
Itt születtek
- Bogovich Lőrinc (1723–1789) horvát író, ferences rendi szerzetes;
- Nakovich Mihály (1840–1900) horvát költő, kántortanító, tankönyvszerző;
- Rudolf Klaudus (1895–1979) horvát származású ausztriai festő, pedagógus, publicista

## Külső hivatkozások
- Hivatalos oldal
- Szabadbáránd az Osztrák Statisztikai Hivatal honlapján